# 멘탈 (2008년 영화)
《멘탈》(일본어: 精神 せいしん[*])은 2008년 공개된 일본의 다큐멘터리 영화이다. 소다 가즈히로가 감독한 작품으로, 2007년 《선거》에 이은 관찰 영화 제2탄이다. 제13회 부산 국제 영화제 최우수 다큐멘터리 상 (PIFF Mecenat Award), 제5회 두바이 국제 영화제에서 최우수 다큐멘터리 상, 마이애미 국제 영화제에서 심사 위원 특별상, 홍콩 국제 영화제에서 우수 다큐멘터리 상을 수상했다.